# Savva Lika
Vojsava Lika, detta Savva (in greco Σάββα Λίκα?; Corizia, 27 giugno 1970), è un'ex giavellottista greca, di origini albanesi.

## Carriera
Nata in Albania, si trasferisce in Grecia nel 1997. Ha rappresentato atleticamente il paese natale fino al 2002, vincendo nel 1987 una competizione nazionale e stabilendo un record nazionale nel lancio del giavellotto di 53,30 m.
Dal 2003 ha vinto dieci titoli nazionali nella disciplina ed ha debuttato internazionalmente nel 2004, partecipando ai Giochi olimpici di Atene 2004. Successivamente ha preso parte ad altre due edizioni dei Giochi olimpici nel 2008 e nel 2012. Si è ritirata dalle competizioni nel 2014.

## Palmarès
| Anno | Manifestazione          | Sede     | Evento                 | Risultato | Prestazione | Note                          |
| ---- | ----------------------- | -------- | ---------------------- | --------- | ----------- | ----------------------------- |
| 2004 | Giochi olimpici         | Atene    | Lancio del giavellotto | 9ª        | 60,91 m     |                               |
| 2005 | Mondiali                | Helsinki | Lancio del giavellotto | 22ª (q)   | 55,03 m     |                               |
| 2006 | Europei                 | Göteborg | Lancio del giavellotto | 17ª (q)   | 56,81 m     |                               |
| 2006 | Giochi balcanici        | Zenica   | Lancio del giavellotto | Bronzo    | 56,81 m     |                               |
| 2007 | Mondiali                | Osaka    | Lancio del giavellotto | 5ª        | 63,13 m     | Miglior prestazione personale |
| 2007 | Campionati balcanici    | Sofia    | Lancio del giavellotto | Bronzo    | 53,80 m     |                               |
| 2008 | Giochi olimpici         | Pechino  | Lancio del giavellotto | 15ª (q)   | 59,11 m     |                               |
| 2009 | Giochi del Mediterraneo | Pescara  | Lancio del giavellotto | Oro       | 60,97 m     |                               |
| 2009 | Mondiali                | Berlino  | Lancio del giavellotto | 7ª        | 60,29 m     |                               |
| 2011 | Campionati balcanici    | Sliven   | Lancio del giavellotto | Oro       | 57,63 m     |                               |
| 2012 | Europei                 | Helsinki | Lancio del giavellotto | 9ª        | 56,25 m     |                               |
| 2012 | Giochi olimpici         | Londra   | Lancio del giavellotto | 27ª (q)   | 57,06 m     |                               |

## Altre competizioni internazionali
2006
- Oro in Coppa Europa (1st League) ( Salonicco), lancio del giavellotto - 60,28 m
- 6ª in Coppa del mondo ( Atene), lancio del giavellotto - 58,36 m

2008
- Argento in Coppa Europa (1st League) ( Istanbul), lancio del giavellotto - 57,51 m

2011
- Bronzo ai Europei a squadre ( Smirne), lancio del giavellotto - 57,02 m